# Amphiodia microplax
Amphiodia microplax is een slangster uit de familie Amphiuridae.
De wetenschappelijke naam van de soort werd in 1924 gepubliceerd door Burfield.